# Beire-le-Fort
Beire-le-Fort is een gemeente in het Franse departement Côte-d'Or (regio Bourgogne-Franche-Comté) en telt 251 inwoners (1999). De plaats maakt deel uit van het arrondissement Dijon.

## Geografie
De oppervlakte van Beire-le-Fort bedraagt 5,3 km², de bevolkingsdichtheid is 47,4 inwoners per km².
De onderstaande kaart toont de ligging van Beire-le-Fort met de belangrijkste infrastructuur en aangrenzende gemeenten.

## Demografie
Onderstaande figuur toont het verloop van het inwonertal (bron: INSEE-tellingen).